# Rio Allaine
O rio Allaine ou rio Allan é um rio da Suíça e da França. Junta-se ao rio Bourbeuse para formar o Allan (nome pelo qual é mais conhecido em França). Tem 65 km de comprimento, dos quais 28 km na Suíça. É afluente pela margem esquerda do rio Doubs, ao qual se junta poucos quilómetros a jusante de Montbéliard.

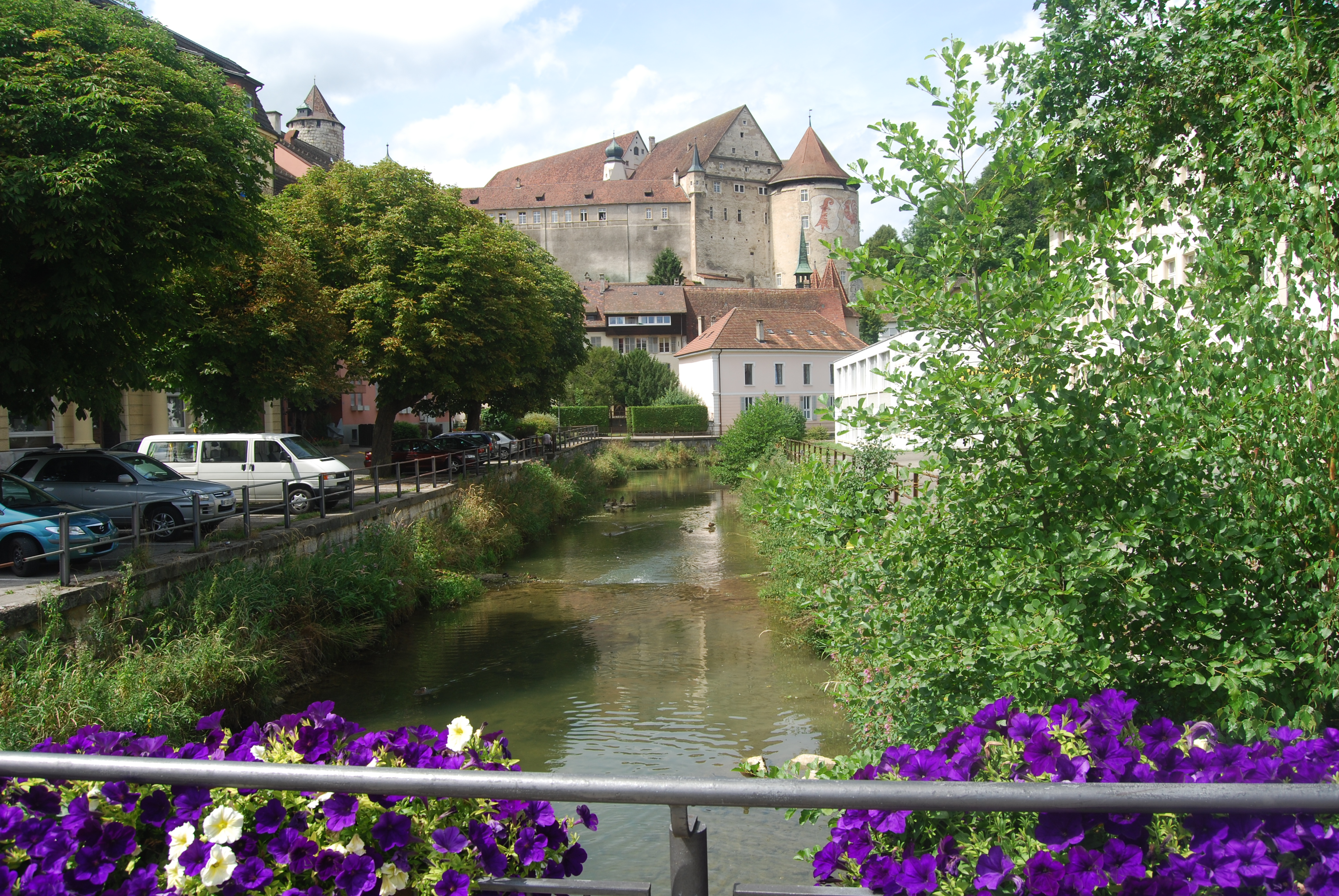
O rio Allaine em Porrentruy, cantão de Jura, na Suíça

O seu percurso passa pelos seguintes cantões, departamentos e localidades:
- Cantão de Jura (Suíça): Charmoille, Porrentruy
- Território de Belfort (França): Delle
- Departamento de Doubs (França): Montbéliard